# 斯莫列维奇农村居民点
斯莫列维奇农村居民点（俄语：Смолевичское сельское поселение）是俄罗斯联邦布良斯克州克林齐区所属的一个农村居民点。其下辖有10个居民点，行政中心为斯莫列维奇。据2015年统计，该农村居民点的人口为2383人。